# Ingegneria guidata dal modello
L'Ingegneria guidata dal modello o Model-driven engineering (in sigla MDE) è una metodologia di sviluppo software che si focalizza sulla creazione di modelli o astrazioni più vicina a particolari concetti di dominio piuttosto che a concetti di computazione o di algoritmica.
La si intende come incremento della produttività massimizzando la compatibilità tra i sistemi, semplificando il processo di progettazione, e promuovendo la comunicazione tra individui e il lavoro di gruppo sul sistema.

## Strumenti
- AADL from dal Carnegie-Mellon Software Engineering Institute
- Acceleo an open source code generator from Obeo
- Actifsource
- Apollo for Eclipse from Gentleware
- AndroMDA an open source MDA tool
- anycode a free MDA plugin for Astah UML Community
- ArcStyler from Interactive Objects Software GmbH
- Artisan Studio Archiviato il 7 luglio 2011 in Internet Archive. from Atego
- ASCET from ETAS
- AtomWeaver Archiviato il 5 agosto 2018 in Internet Archive. from Isomeris
- CoCoViLa Archiviato il 18 luglio 2019 in Internet Archive. from Tallinn University of Technology
- CodeFluent Entities from SoftFluent
- DB-MAIN free framework from REVER
- ECO (Domain Driven Design) EnterpriseCoreObjects by CapableObjects.com
- Eclipse Modeling Framework (EMF)
- Enterprise Architect from Sparx Systems
- ER/Studio Archiviato il 17 ottobre 2013 in Internet Archive. from Embarcadero Technologies
- Epsilon from the University of York
- Fujaba, su fujaba.de.
- GenerateXY from DotXY
- Generic Eclipse Modeling System (GEMS)
- GeneXus a Knowledge-based, declarative, multi-platform, multi-language development solution
- Graphical Modeling Framework (GMF)
- HyperSenses and ANGIE from DELTA Software Technology
- Innovator from MID GmbH
- Janus Transformation Language (JTL) from the University of L'Aquila
- MagicDraw from No Magic Inc
- ManyDesigns Portofino
- MetaEdit+ from MetaCase
- objectiF from microTOOL
- openArchitectureWare
- Open ModelSphere
- OptimalJ from Compuware
- Real Time Developer Studio from PragmaDev
- Rhapsody from IBM
- RISE Editor from RISE to Bloome Software
- SCADE Suite from Esterel Technologies
- Select Architect from Select Business Solutions
- Simulink from MathWorks, see also Stateflow and Real-Time Workshop Embedded Coder, TargetLink
- TASTE from European Space Agency combining several modeling technologies
- Together Architect from Borland
- TOPCASED Archiviato il 25 giugno 2015 in Internet Archive. (Open Source-Tool)
- TTool/DIPLODOCUS from Télécom Paris, partitioning of Systems-on-Chip
- Umple from the University of Ottawa
- Uniface from Compuware
- XComponent, a user-friendly solution
- YAKINDU Statechart Tools open source tool build on top of Eclipse